# Heosemys
Heosemys is een geslacht van schildpadden uit de familie Geoemydidae. De groep werd voor het eerst wetenschappelijk beschreven door Leonhard Hess Stejneger in 1902.
De vier soorten worden aardschildpadden genoemd, maar soorten uit andere geslachten als Rhinoclemmys en Melanochelys worden eveneens aardschildpad genoemd. Alle soorten komen voor in Azië, zowel in zuidelijk Azië in Thailand en Cambodja maar ook rond Indonesië, één soort komt voor op de Filipijnen. Heosemys depressa heeft juist een zeer klein verspreidingsgebied en komt slechts voor in één enkel bos in Myanmar. De verschillende soorten hebben een vrij plat schild, met in het midden minstens één kiel, anders drie kielen.

## Taxonomie
Geslacht Heosemys
- Soort Tempelschildpad (Heosemys annandalii)
- Soort Arakan-aardschildpad (Heosemys depressa)
- Soort Reuzenaardschildpad (Heosemys grandis)
- Soort Gestekelde aardschildpad (Heosemys spinosa)